# The Electric Lady
The Electric Lady è il secondo album della cantante statunitense Janelle Monáe, pubblicato il 10 settembre 2013 dalla Wondaland Arts Society e Bad Boy. Dall'album vengono estratti due singoli: Q.U.E.E.N. (feat. Erykah Badu) e Dance Apocalytic.

## Descrizione
Tematicamente, The Electric Lady continua i concetti dispotici-cyborg degli album predecessori, pur presentandosi in un territorio personale più diratto, oltre a sperimentare generi che vanno oltre i convenzionali generi funk e soul come il jazz, il pop punk e il gospel, così come ballate dal carattere sensuale. Monáe ha anche affermato in un'intervista con Billboard che The Electric Lady è un prequel del suo album The ArchAndroid del 2010. In questo caso l'alterego-cyborg Cindi Mayweather, viene mandato indietro nel tempo per liberare i cittadini di Metropolis da The Great Divide, una società segreta che usa il viaggio nel tempo per sopprimere la libertà e l'amore.
L'album presenta le collaborazioni di Miguel, Erykah Badu, Solange Knowles, Prince e Esperanza Spalding, con produzione del duo funk Deep Cotton, e del compositore di musica soul Roman GianArthur.

## Accoglienza
L'album ha ricevuto il plauso universale della critica musicale. Su Metacritic, che assegna un punteggio normalizzato di 100 per recensioni da parte della critica tradizionale, l'album ha ricevuto un punteggio medio di 82, sulla base di 27 recensioni.
Rolling Stone esordisce con "Bisogna ammirare un'artista che riesce a ridurre il peso delle sue stesse pretese. The ArchAndroid, è stato un album di debutto concepito come parte II e III in una serie in corso basata sul classico espressionista di Metropolis. Questo album è composto da parti IV e V, e ... lasciando riferimenti dello scrittore di fantascienza Philip K. Dick e alla politica ghetto-rivoluzionari. Monáe lo tiene insieme attraverso la pura forza di una volontà brillante e il senso di auto-esplorazione di una femminista radicale".
Secondo Pitchfork l'album funge da allegoria per "allertare una generazione delle infrastrutture in decomposizione della comunità urbana". Questo ripensamento si inserisce in una storia più ampia della musica e della cultura afro-americana, sviluppando l'arte di "significare, contestualizzare, memorie collettive e resistenza" attraverso la creazione di icone di opposizione a stereotipi dannosi e "concezioni razziali".
Jez Collins di PopMatters afferma "come con The Archandroid, Monáe si rifiuta di indossare una camicia di forza musicale" e continua a dare una recensione positiva aggiungendo: "Monáe è profondamente consapevole della sua storia, ed è una storia da capire, rispettare, riappropriarsi e riproporre. Ma questo non è mai solo un giustapporsi, Monáe prende la sua storia e la aggiorna, la rende rilevante e vitale per oggi. Questa è musica intelligente e stimolante. E ti farà venire voglia di ballare".

## Tracce
1. Suite IV: Electric Overture – 1:37
2. Givin Em What They Love (feat. Prince) – 4:26
3. Q.U.E.E.N. (feat. Erykah Badu) – 5:10
4. Electric Lady (feat. Solange) – 5:08
5. Good Morning Midnight (interlude) – 1:22
6. PrimeTime (feat. Miguel) – 4:40
7. We Were Rock n' Roll – 4:19
8. The Chrome Shoppe (interlude) – 1:10
9. Dance Apocalyptic – 3:25
10. Look Into My Eyes – 2:18
11. Suite V: Electric Overture – 2:20
12. It's Code – 4:05
13. Ghetto Woman – 4:46
14. Our Favorite Fugitive (interlude) – 1:23
15. Victory – 4:12
16. Can't Live Without Your Love – 3:54
17. Sally Ride – 4:08
18. Dorothy Dandridge Eyes (feat. Esperanza Spalding) – 4:15
19. What an Experience – 4:41

## Classifiche
| Classifica (2013)               | Posizione |
| ------------------------------- | --------- |
| Austrian Albums Chart           | 22        |
| Austrian Urban Albums Chart     | 2         |
| Danish Albums Chart             | 11        |
| Finnish Albums Chart            | 40        |
| French Albums Chart             | 50        |
| German Albums Chart             | 68        |
| Irish Albums Chart              | 7         |
| Japanese Albums Chart           | 160       |
| New Zealand Albums Chart        | 24        |
| Norwegian Albums Chart          | 16        |
| Swiss Albums Chart              | 30        |
| Spanish Albums Chart            | 44        |
| UK Albums Chart                 | 14        |
| UK R&B Albums Chart             | 2         |
| US Billboard 200                | 5         |
| US Billboard R&B/Hip-Hop Albums | 3         |